# Mohrenkopf (Euren)
Der Mohrenkopf ist ein 373,1 m ü. NHN hoher Berg in Trier-Euren in Rheinland-Pfalz.

## Geografie
Er liegt im Trierer Hospitienwald zwischen dem Sirzenicher Bach im Norden, dem Irrbach im Osten und dem Eurenerbach im Süden. Etwa 1 km westlich liegt eine namenlose Anhöhe auf 379,3 m ü. NHN.
Ein alter Grenzstein am Mohrenkopf wird heute im Freilichtmuseum Roscheider Hof aufbewahrt.
Unweit des Gipfels befindet sich ein Trigonometrischer Punkt.

## Trivia
Die Mohrenkopfstraße in Trier-West/Pallien und Trier-Euren, der Mohrenkopfweg im Wald und das Cafe Mohrenkopf am Markusberg nehmen Bezug auf den Berg.